# Kimbell Art Museum
Kimbell Art Museum er et museum beliggende i Fort Worth, Texas, USA. Museet rummer en lille samling af europæiske, asiatiske og præcolumbianske værker, såvel som forskellige skiftende udstillinger fra andre samlinger. Bygningen er tegnet af Louis Kahn.

## Historie
Kimbell Art Foundation (Kimbell kunstfund) blev grundlagt efter ønske af Kay Kimbell, en texansk industrimand og kunstsamler, som ønskede at oprette et kunstinstitut til beboerne i Texas. Ved sin død i 1964 besluttede hans enke Velma Fuller Kimbell at anvende hele ejendom til finansiering af instituttet. Museumsbygningen blev bestilt i 1966 og åbnede i 1972. Den 11.000 m² store bygning er tegnet af arkitekten Louis Kahn og har form som en række rum defineret ved parallelle tøndehvælvinge.
For nylig har det blevet besluttet at museet skal udvides med en tilbygning til hvilke arbejde Renzo Piano blev valgt som arkitekt

## Værker
I den europæiske samling er der bl.a. værker af Michelangelo, Picasso, Caravaggio, El Greco, Rembrandt, Claude Monet, Thomas Gainsborough, Élisabeth Vigée-Le Brun, Rubens. Det indeholder desuden det eneste maleri af Adam Elsheimer udenfor Europa. To vigtige malerier af Piet Mondrian repræsenterer den modernistiske periode.
Der er en samling af oldsager fra den klassiske periode, der strækker sig fra assyriske til græske og romerske genstande.
Den asiatiske samling omfatter krukker fra yngre stenalder i Kina og værker fra Tang, Song og Ming dynastierne.
Japansk kunst er fokuseret på Momoyama og Edo perioderne.

### Kunstnere
| - Duccio (Lazarus genopvækkelse), - Fra Angelico, - Parmigianino - Giovanni Bellini - Andrea Mantegna - Adam Elsheimer (Flugten fra Egypten) - Jan Gossaert - Lucas Cranach den Ældre - Michelangelo di Caravaggio - Tiziano - Canaletto - Giovanni Battista Tiepolo - Nicolas Poussin (Venus og Adonis) - Georges de la Tour - Claude Lorrain - Antoine Watteau - François Boucher - El Greco (Dr. Francisco de Pisa) | - Diego Velázquez (Don Pedro de Barberana) - Bartolomé Esteban Murillo - José de Ribera - Giovanni Lorenzo Bernini - Francesco Guardi - Rubens - Frans Hals - Jacob van Ruysdael - Rembrandt - Goya (Matador Pedro Romero) - Joshua Reynolds - Thomas Gainsborough - George Romney - Thomas Lawrence - J.M.W. Turner (Glaucus og Scylla) - Antonio Canova - Caspar David Friedrich - Frederic Leighton (Portræt af May Sartoris) | - Jean-Baptiste Camille Corot - Jacques-Louis David - Eugène Delacroix - Camille Pissarro - Gustave Courbet (Portræt af H. J. van Wisselingh) - Monet - Édouard Manet (Portræt af Georges Clemenceau) - Gauguin (selvportræt) - Edgar Degas - Cézanne - Picasso - Joan Miró - Piet Mondrian - Matisse (Asia) - Georges Braque - James Ensor - Edvard Munch |

Og desuden anskaffes museet i 2009 et maleri af Michelangelo (Tortur af Sankt Anthony)